# Graphiphora cruda
Graphiphora cruda là một loài bướm đêm trong họ Noctuidae.